# Yvonne Degraine
Yvonne Blanche Louise Degraine, primo voto Faucheux (ur. 7 października 1899 w Paryżu, zm. 26 kwietnia 1985 w  Talence) – francuska pływaczka z pierwszej połowy XX wieku, uczestniczka igrzysk olimpijskich.
Podczas VII Letnich Igrzysk Olimpijskich w Antwerpii w 1920 roku, Degraine wystartowała w wyścigu na 100 metrów stylem dowolnym. W pierwszym wyścigu eliminacyjnym z nieznanym czasem zajęła czwarte miejsce, co nie pozwoliło jej zakwalifikować się do finału.
Była żoną francuskiego kolarza Luciena Faucheux.